# DDR-Fußball-Bezirksliga 1962/63
Die DDR-Bezirksliga wurde mit der Saison 1962/63 zum 11. Mal ausgetragen und war die höchste Spielklasse eines Bezirks sowie die vierthöchste im Ligasystem auf dem Gebiet des DFV.
Der Spielbetrieb der 15 Bezirksligen wurde vom jeweiligen Bezirksfachausschuss (BFA) durchgeführt, die in acht eingleisigen und sieben zweigleisigen Ligen die Bezirksmeister ermittelten.
Im Gegensatz zu den Vorjahren, gab es nach dieser Spielzeit keine direkten Aufsteiger in eine übergeordnete Liga, weil die II. DDR-Liga zur Folgesaison aufgelöst wurde. Demnach nahmen die 15 Bezirksmeister an einer Qualifikationsrunde zur DDR-Liga teil, wo sie mit Mannschaften der DDR-Liga und der II. DDR-Liga um drei freie Plätze spielten.
Mit der Betriebssportgemeinschaft (BSG) Motor Wolgast gelang es einem Bezirksmeister über die Qualifikationsrunde in die übergeordnete DDR-Liga aufzusteigen.
Die BSG Chemie Schönebeck und die BSG Chemie Jena beendete zum vierten Mal als Sieger ihre Bezirksliga, was der BSG Motor Breitungen und der TSG Fürstenwalde zum zweiten Mal gelang. Alle anderen Bezirksmeister kamen zu ersten Titelehren.
Im Bezirk Neubrandenburg wurde der BSG Empor Neustrelitz nachträglich der Titel des Bezirksmeisters aberkannt, da im Endspiel um die Bezirksmeisterschaft gegen die ASG Vorwärts Löcknitz ein Spieler unberechtigt mitwirkte. Daraufhin wurde das Spiel annulliert und Vorwärts Löcknitz zum Bezirksmeister erklärt.

## Bezirksmeister
| Bezirk           | Mannschaft             |
| ---------------- | ---------------------- |
| Rostock          | BSG Motor Wolgast      |
| Schwerin         | BSG Aufbau Boizenburg  |
| Neubrandenburg   | ASG Vorwärts Löcknitz  |
| Potsdam          | BSG Aufbau Jüterbog    |
| Ost-Berlin       | SG Fortuna Biesdorf    |
| Frankfurt (Oder) | TSG Fürstenwalde       |
| Magdeburg        | BSG Chemie Schönebeck  |
| Halle            | HSG Wissenschaft Halle |
| Leipzig          | BSG Motor Altenburg    |
| Cottbus          | SG Dynamo Cottbus      |
| Dresden          | ASG Vorwärts Zittau    |
| Karl-Marx-Stadt  | BSG Motor Zschopau     |
| Erfurt           | BSG Motor Gispersleben |
| Gera             | BSG Chemie Jena        |
| Suhl             | BSG Motor Breitungen   |

## Qualifikationsrunde für die DDR-Liga-Saison 1963/64
Mit Beginn der Spielzeit 1963/64 wurden die beiden Staffeln der DDR-Liga auf jeweils 16 Mannschaften aufgestockt. Fünf der acht freien Plätze nahmen die Staffelsieger der II. DDR-Liga aus der Saison 1962/63 ein. Die übrigen drei Teilnehmer wurden in einer Qualifikationsrunde ermittelt, an denen jeweils die beiden letzten der DDR-Ligastaffeln, die fünf Zweitplatzierten der II. DDR-Liga sowie die 15 Bezirksmeister teilnahmen.
Gespielt wurde in sechs Gruppen mit je vier Mannschaften, die ihre Gruppensieger für die letzten K.-o.-Spiele (Entscheidungsspiele) ermittelten. Jede Mannschaft bestritt in ihrer Gruppe ein Heim- und ein Auswärtsspiel sowie ein Spiel auf neutralem Platz.
Die Sieger der K.-o.-Spiele sicherten sich die letzten drei Plätze für die DDR-Ligasaison 1963/64. Alle anderen Mannschaften wurden in die Bezirksligen eingegliedert.

### Gruppe A
| Pl. | Mannschaft                                                         | Sp. | S | U | N | Tore    | Diff. | Punkte |
| --- | ------------------------------------------------------------------ | --- | - | - | - | ------- | ----- | ------ |
| 1.  | BSG Empor Neustrelitz (Bezirksmeister Neubrandenburg)              | 3   | 2 | 1 | 0 | 007:400 | +3    | 05:10  |
| 2.  | BSG Motor Warnowwerft Warnemünde (2. der II. DDR-Liga – Staffel 1) | 3   | 1 | 1 | 1 | 012:600 | +6    | 03:30  |
| 3.  | BSG Motor Wolgast (Bezirksmeister Rostock)                         | 3   | 1 | 0 | 2 | 005:700 | −2    | 02:40  |
| 4.  | BSG Aufbau Boizenburg (Bezirksmeister Schwerin)                    | 3   | 1 | 0 | 2 | 006:130 | −7    | 02:40  |

|                                  | Ergebnis |                                  |
| -------------------------------- | -------- | -------------------------------- |
| BSG Aufbau Boizenburg            | 1:2      | BSG Empor Neustrelitz            |
| BSG Motor Wolgast                | 2:1      | BSG Motor Warnowwerft Warnemünde |
| BSG Empor Neustrelitz            | 2:0      | BSG Motor Wolgast                |
| BSG Motor Warnowwerft Warnemünde | 8:1      | BSG Aufbau Boizenburg            |
| in Teterow:                      |          |                                  |
| BSG Aufbau Boizenburg            | 4:3      | BSG Motor Wolgast                |
| in Güstrow:                      |          |                                  |
| BSG Empor Neustrelitz            | 3:3      | BSG Motor Warnowwerft Warnemünde |

### Gruppe B
| Pl. | Mannschaft                                                  | Sp. | S | U | N | Tore    | Diff. | Punkte |
| --- | ----------------------------------------------------------- | --- | - | - | - | ------- | ----- | ------ |
| 1.  | SG Fortuna Biesdorf (Stadtmeister Ost-Berlin)               | 3   | 3 | 0 | 0 | 007:300 | +4    | 06:0   |
| 2.  | BSG Motor Süd Brandenburg (14. der DDR-Liga – Staffel Nord) | 3   | 2 | 0 | 1 | 011:900 | +2    | 04:20  |
| 3.  | BSG Motor Eberswalde (2. der II. DDR-Liga – Staffel 2)      | 3   | 1 | 0 | 2 | 006:500 | +1    | 02:40  |
| 4.  | TSG Fürstenwalde (Bezirksmeister Frankfurt (Oder))          | 3   | 0 | 0 | 3 | 004:110 | −7    | 0:60   |

|                           | Ergebnis |                           |
| ------------------------- | -------- | ------------------------- |
| SG Fortuna Biesdorf       | 1:0      | BSG Motor Eberswalde      |
| TSG Fürstenwalde          | 3:5      | BSG Motor Süd Brandenburg |
| BSG Motor Eberswalde      | 4:1      | TSG Fürstenwalde          |
| BSG Motor Süd Brandenburg | 3:4      | SG Fortuna Biesdorf       |
| in Bad Saarow:            |          |                           |
| SG Fortuna Biesdorf       | 2:0      | TSG Fürstenwalde          |
| in Velten:                |          |                           |
| BSG Motor Eberswalde      | 2:3      | BSG Motor Süd Brandenburg |

### Gruppe C
| Pl. | Mannschaft                                                   | Sp. | S | U | N | Tore    | Diff. | Punkte |
| --- | ------------------------------------------------------------ | --- | - | - | - | ------- | ----- | ------ |
| 1.  | BSG Lokomotive Halberstadt (13. der DDR-Liga – Staffel Nord) | 3   | 2 | 1 | 0 | 010:200 | +8    | 05:10  |
| 2.  | SG Dynamo Cottbus (Bezirksmeister Cottbus)                   | 3   | 2 | 0 | 1 | 014:400 | +10   | 04:20  |
| 3.  | BSG Chemie Schönebeck (Bezirksmeister Magdeburg)             | 3   | 0 | 2 | 1 | 004:110 | −7    | 02:40  |
| 4.  | BSG Aufbau Jüterbog (Bezirksmeister Potsdam)                 | 3   | 0 | 1 | 2 | 001:120 | −11   | 01:50  |

|                            | Ergebnis |                            |
| -------------------------- | -------- | -------------------------- |
| BSG Aufbau Jüterbog        | 0:4      | SG Dynamo Cottbus          |
| BSG Chemie Schönebeck      | 1:1      | BSG Lokomotive Halberstadt |
| BSG Lokomotive Halberstadt | 7:0      | BSG Aufbau Jüterbog        |
| SG Dynamo Cottbus          | 9:2      | BSG Chemie Schönebeck      |
| in Wittenberg:             |          |                            |
| BSG Aufbau Jüterbog        | 1:1      | BSG Chemie Schönebeck      |
| in Delitzsch:              |          |                            |
| SG Dynamo Cottbus          | 1:2      | BSG Lokomotive Halberstadt |

### Gruppe D
| Pl. | Mannschaft                                                 | Sp. | S | U | N | Tore    | Diff. | Punkte |
| --- | ---------------------------------------------------------- | --- | - | - | - | ------- | ----- | ------ |
| 1.  | BSG Motor Dessau (2. der II. DDR-Liga – Staffel 3)         | 3   | 3 | 0 | 0 | 009:100 | +8    | 06:0   |
| 2.  | BSG Motor Nordhausen-West (13. der DDR-Liga – Staffel Süd) | 3   | 1 | 0 | 2 | 008:400 | +4    | 02:40  |
| 3.  | BSG Motor Altenburg (Bezirksmeister Leipzig)               | 3   | 1 | 0 | 2 | 005:110 | −6    | 02:40  |
| 4.  | HSG Wissenschaft Halle (Bezirksmeister Halle)              | 3   | 1 | 0 | 2 | 003:900 | −6    | 02:40  |

|                           | Ergebnis |                           |
| ------------------------- | -------- | ------------------------- |
| BSG Motor Altenburg       | 1:3      | BSG Motor Dessau          |
| HSG Wissenschaft Halle    | 2:1      | BSG Motor Nordhausen-West |
| BSG Motor Dessau          | 5:0      | HSG Wissenschaft Halle    |
| BSG Motor Nordhausen-West | 7:1      | BSG Motor Altenburg       |
| in Markkleeberg:          |          |                           |
| BSG Motor Altenburg       | 3:1      | HSG Wissenschaft Halle    |
| in Schönebeck:            |          |                           |
| BSG Motor Dessau          | 1:0      | BSG Motor Nordhausen-West |

### Gruppe E
| Pl. | Mannschaft                                              | Sp. | S | U | N | Tore    | Diff. | Punkte |
| --- | ------------------------------------------------------- | --- | - | - | - | ------- | ----- | ------ |
| 1.  | BSG Motor Eisenach (14. der DDR-Liga – Staffel Süd)     | 3   | 2 | 1 | 0 | 008:200 | +6    | 05:10  |
| 2.  | BSG Motor WEMA Plauen (2. der II. DDR-Liga – Staffel 4) | 3   | 1 | 1 | 1 | 015:400 | +11   | 03:30  |
| 3.  | BSG Motor Zschopau (Bezirksmeister Karl-Marx-Stadt)     | 3   | 1 | 1 | 1 | 006:100 | −4    | 03:30  |
| 4.  | ASG Vorwärts Zittau (Bezirksmeister Dresden)            | 3   | 0 | 1 | 2 | 004:170 | −13   | 01:50  |

|                       | Ergebnis |                       |
| --------------------- | -------- | --------------------- |
| BSG Motor Zschopau    | 2:2      | BSG Motor WEMA Plauen |
| ASG Vorwärts Zittau   | 1:1      | BSG Motor Eisenach    |
| BSG Motor WEMA Plauen | 12:00    | ASG Vorwärts Zittau   |
| BSG Motor Eisenach    | 5:0      | BSG Motor Zschopau    |
| in Meißen:            |          |                       |
| BSG Motor Zschopau    | 4:3      | ASG Vorwärts Zittau   |
| in Rudolstadt:        |          |                       |
| BSG Motor WEMA Plauen | 1:2      | BSG Motor Eisenach    |

### Gruppe F
| Pl. | Mannschaft                                             | Sp. | S | U | N | Tore    | Diff. | Punkte |
| --- | ------------------------------------------------------ | --- | - | - | - | ------- | ----- | ------ |
| 1.  | BSG Chemie Jena (Bezirksmeister Gera)                  | 3   | 2 | 1 | 0 | 009:600 | +3    | 05:10  |
| 2.  | BSG Motor-Mitte Suhl (2. der II. DDR-Liga – Staffel 5) | 3   | 2 | 0 | 1 | 011:200 | +9    | 04:20  |
| 3.  | BSG Motor Gispersleben (Bezirksmeister Erfurt)         | 3   | 1 | 1 | 1 | 006:110 | −5    | 03:30  |
| 4.  | BSG Motor Breitungen (Bezirksmeister Suhl)             | 3   | 0 | 0 | 3 | 004:110 | −7    | 0:60   |

|                        | Ergebnis |                        |
| ---------------------- | -------- | ---------------------- |
| BSG Motor Gispersleben | 3:3      | BSG Chemie Jena        |
| BSG Motor Breitungen   | 0:4      | BSG Motor-Mitte Suhl   |
| BSG Chemie Jena        | 4:3      | BSG Motor Breitungen   |
| BSG Motor-Mitte Suhl   | 7:0      | BSG Motor Gispersleben |
| in Gotha:              |          |                        |
| BSG Motor Gispersleben | 3:1      | BSG Motor Breitungen   |
| in Arnstadt:           |          |                        |
| BSG Chemie Jena        | 2:0      | BSG Motor-Mitte Suhl   |

### Entscheidungsspiele
| | Gesamt |                           | Hinspiel | Rückspiel |
| --- | ------ | ------------------------- | -------- | --------- |
| SG Fortuna Biesdorf | 2:6    | BSG Empor Neustrelitz (1) | 1:3      | 1:3       |
| BSG Lokomotive Halberstadt | 1:6    | BSG Motor Dessau          | 1:1      | 0:5       |
| BSG Motor Eisenach | 5:1    | BSG Chemie Jena           | 5:0      | 0:1       |
| (1) Der BSG Empor Neustrelitz wurde nachträglich der Titel des Bezirksmeisters des Bezirkes Neubrandenburg aberkannt, da im Endspiel um die Bezirksmeisterschaft gegen die ASG Vorwärts Löcknitz der Spieler Max Landgraf unberechtigt mitwirkte. Daraufhin wurde das Spiel annulliert und Vorwärts Löcknitz zum Bezirksmeister erklärt. Durch diese Maßnahme musste die Gruppe A der Qualifikationsrunde neu ausgespielt werden. Die BSG Aufbau Boizenburg verzichtete auf eine erneute Teilnahme. |        |                           |          |           |

### Gruppe A (Neuansetzung)
Aufgrund der Disqualifikation von Neustrelitz wurde nachträglich die ASG Vorwärts Löcknitz zum Bezirksmeister Neubrandenburg ernannt. Die komplette Qualifikationsrunde der Gruppe A musste daraufhin wiederholt werden. Die BSG Aufbau Boizenburg verzichtete jedoch auf eine Teilnahme. So rangen nur noch drei Teams um den Gruppensieg.
| Pl. | Mannschaft                                                         | Sp. | S | U | N | Tore    | Diff. | Punkte |
| --- | ------------------------------------------------------------------ | --- | - | - | - | ------- | ----- | ------ |
| 1.  | BSG Motor Wolgast (Bezirksmeister Rostock)                         | 2   | 2 | 0 | 0 | 007:400 | +3    | 04:0   |
| 2.  | BSG Motor Warnowwerft Warnemünde (2. der II. DDR-Liga – Staffel 1) | 2   | 1 | 0 | 1 | 011:200 | +9    | 02:20  |
| 3.  | ASG Vorwärts Löcknitz (Bezirksmeister Neubrandenburg)              | 2   | 0 | 0 | 2 | 003:150 | −12   | 0:40   |

|                                  | Ergebnis |                                  |
| -------------------------------- | -------- | -------------------------------- |
| ASG Vorwärts Löcknitz            | 3:5      | BSG Motor Wolgast                |
| BSG Motor Warnowwerft Warnemünde | 10:00    | ASG Vorwärts Löcknitz            |
| BSG Motor Wolgast                | 2:1      | BSG Motor Warnowwerft Warnemünde |

### Entscheidungsspiel (Neuansetzung)
|                     | Gesamt |                   | Hinspiel | Rückspiel |
| ------------------- | ------ | ----------------- | -------- | --------- |
| SG Fortuna Biesdorf | 0:5    | BSG Motor Wolgast | 0:2      | 0:3       |